# Súzdalskaya
Súzdalskaya (del ruso: Суздальская) es una stanitsa del ókrug urbano de Goriachi Kliuch del krai de Krasnodar, en las estribaciones noroccidentales del Cáucaso, en Rusia. Está situada a orillas del río Apchas, afluente del río Kubán, 23 km al nordeste de Goriachi Kliuch, y 42 km al sureste de Krasnodar. Tenía una población de 1 374 habitantes en 2010.
Es cabeza del municipio Súzdalskoye, al que pertenecen asimismo Mártanskaya y Krasni Vostok.

## Historia
Fue fundada en 1864 con el nombre Pchaskaya, sobre el aul adigué Psegub (Псэгъуб). En 1867 recibió su nombre actual.